# هنر

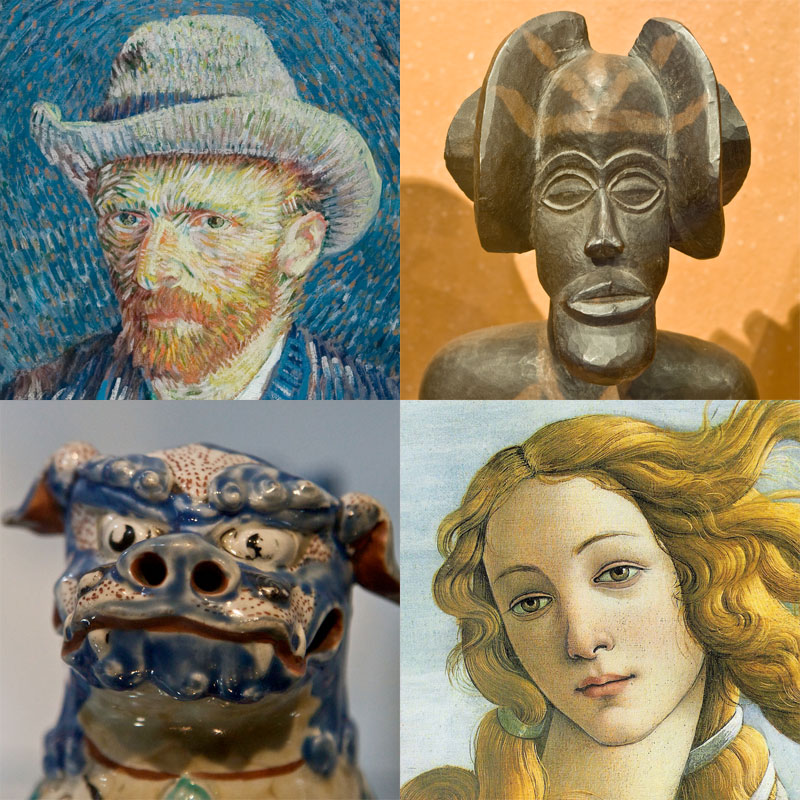
از بالا چپ جهت عقربهٔ ساعت: یک خودنگاره اثر ونسان ونگوگ، یک مجسمهٔ آفریقایی، نقاشی زایش ونوس اثر ساندرو بوتیچلی، شیر ژاپنی «میشا»

هُنَر، مجموعه‌ای از آثار یا فرآیندهای ساخت انسان است که برای اثرگذاری بر احساسات و هوش انسانی یا به منظور انتقال یک مفهوم، آفریده می‌شود و با خلاقیت انسان همراه است. همچنین هنر، توانایی و مهارت آفریدن زیبایی است که به شکلی نمادین ظهور می‌کند.
فرهنگ، جامعه، زادگاه، آب و هوا و تحولات زندگی هنرمند عوامل گوناگونی هستند که در نوع هنر هرکس می‌تواند تأثیر به‌سزایی داشته باشد.
هنر، در زبان عربی امروز، به‌معنای فن و فنون به‌کار می‌رود، اما در عصر و ادبیات ابن عربی، فن به‌معنای هنر نیست؛ بلکه به مفهوم صنعت است که این اصطلاح در عرفان ابن عربی و به‌ویژه در کتاب فتوحات وی، دقیقاً معادل واژۀ «تخنه» یونانی است. تخنه، شامل دو عنصر تعیین‌کننده است: 1) ساخته دست انسان است، 2) در این ساخته، زیبایی، ابداع، خلاقیت و هماهنگی وجود دارد 
هنر، در زبان فارسی، به‌معنای علم و معرفت، دانش، فضل، فضیلت، کمال، فراست و زیرکی است (لغت‌نامه دهخدا). گلی (1387) بر مبنایی هستی‌شناختی پس از تفکیک اثر هنری و کنش هنری و تأکید بر کنش هنری به‌عنوان امری والا و تحولی آن را چنین تعریف می‌کند: «کنش هنری کاری است که در خود آغاز می‌شود و در خود پایان می‌گیرد» و آن را کنشی می‌داند که آگاهی را به‌ اکنون و اینجا پیوند می‌زند خواه حاصلش یک اثر هنری باشد یا نباشد.
به عبارتی دیگر، اگر اثری یا حتی رفتاری، کنش‌مند، جوششی و هشیارانه انجام شود، هنر است. خواه یک اثر هنری باشد یا یک رفتار همچون تدریس! (و حتی هر شغل و حرفۀ دیگر) و اگر اثر یا رفتاری واکنشی، سفارشی و غیرهوشیارانه رخ دهد، یک صنعت است؛ بنابراین آگاهی شعر گفتن یا نقاشی می‌تواند صنعتی باشد تا هنری[1] (جوهری‌فرد، 1403).    
[1]. جهت اطلاعات بیشتر به مقالۀ «هنر و زندگی» تالیف رضا جوهری‌فرد، فصلنامه تن روان فرهنگ مراجعه کنید.

## رشته‌های هنری
از مهم‌ترین رشته‌های هنری می‌توان به موارد ذیل اشاره کرد:
- هنرهای تجسمی (plastic arts): نقاشی، طراحی، تندیس‌گری، عکاسی، خوش‌نویسی ، چاپ و…
- هنرهای نمایشی (dramatic arts): تئاتر، رقص و…
- هنرهای آوایی (phonetic arts): موسیقی، ادبیات، شعر، آواز و…
- هنرهای مرکب (Composite Arts): سینما، معماری و…

## فلسفه هنر
هنر کنشی آزادانه است، یعنی برای نشان دادن اثر هنری که همیشه با زیبایی همراه نبوده است ولی همواره معنی و مفهوم معینی را به وجود می‌آورد. بدین ترتیب حوزهٔ هنر از سایر حوزه‌های فعالیت انسان‌ها نظیر حوزهٔ علم، فلسفه، اخلاق، منطق، سیاست و زندگی روزمره متمایز و مشخص شده است. گرچه مرزبندی هنر و سایر حوزه‌های آن آسان نیست.

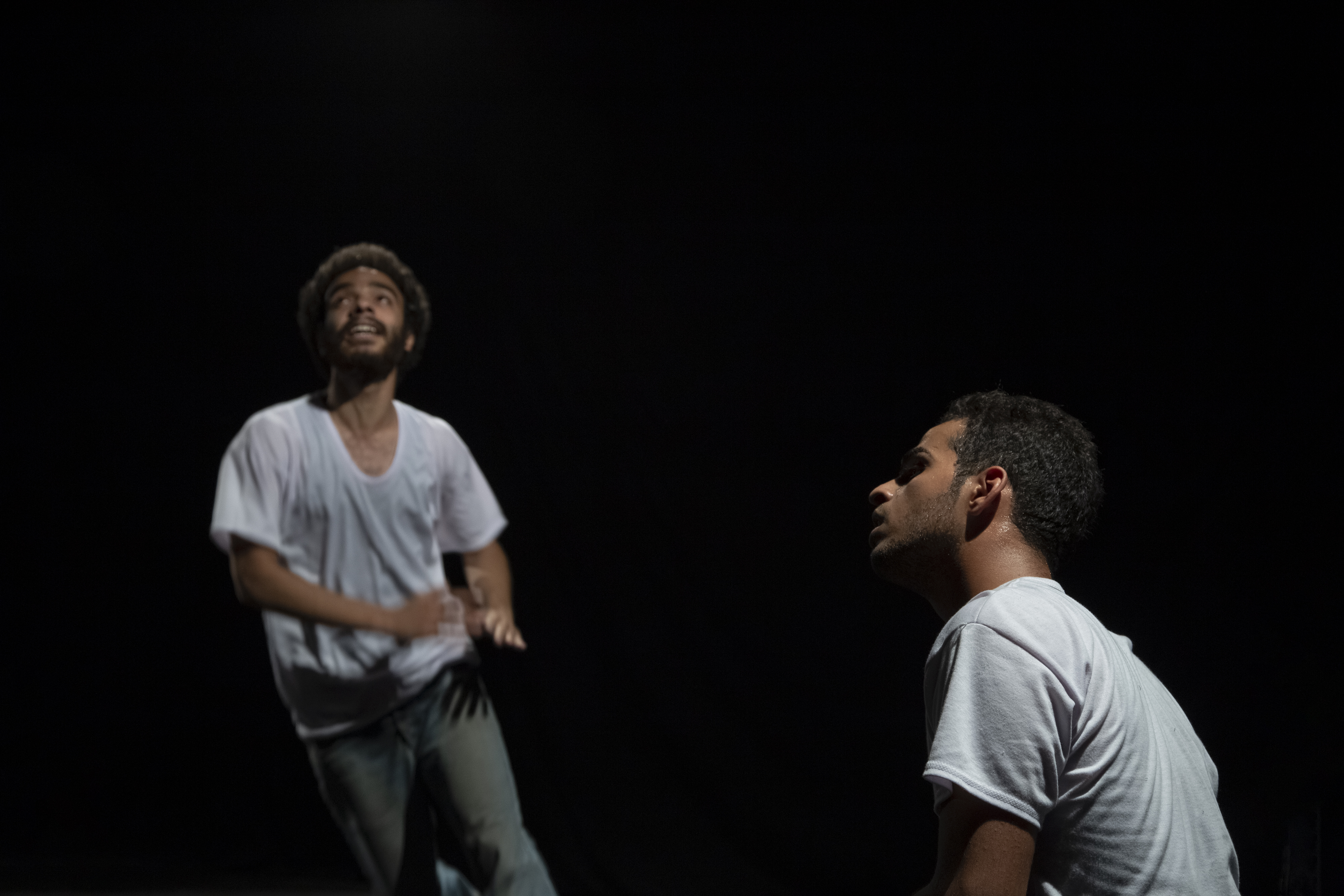
بازیگران تئاتر تجربی در حال اجرای یک پرفورمانس

فلسفه و ماهیت وجود هنر رابطه بسیار نزدیکی با متافیزیک و اگزیستانسیالیسم و رئالیسم دارد. این قرابت را می‌توان معلول توجه بسیاری از فلاسفه مدرن به زیبایی‌شناسی دانست.
دانشنامهٔ بریتانیکا هنر را به صورت «استفاده از توانایی و تخیل در خلق آثار زیبا، محیط یا تجاربی که می‌توان با دیگران به اشتراک گذاشت» تعریف می‌کند. البته هیچ توافق جامعی بر اینکه چه چیزی بنیاد هنر را تشکیل می‌دهد وجود ندارد. ذات هنر و مفاهیم مرتبط مانند زیبایی و خلاقیت، در شاخه‌ای از فلسفه به نام فلسفهٔ هنر و زیبایی‌شناسی بررسی می‌شود. آثار هنری همچنین در رشته‌هایی مانند نقد هنری و تاریخ هنر نیز بررسی می‌گردند.
افلاطون و امانوئل کانت بر آن بودند که هنر گونه‌ای فعالیت و مشغله‌ای است که به خودیِ خود مطبوع و خوشایند بوده و غیر از خود هدف دیگری ندارد. البته بعدها نظریه هنر برای هنر به‌کلی مردود شناخته شد. شیلر، شاعر و هنرمند آلمانی، نظریه کانت را می‌پذیرد و می‌گوید: «بازی را باید منشأ هنرها به حساب آوریم.» فیلسوف انگلیسی، «هربرت اسپنسر»، نظریه شیلر را تأیید می‌کند و پرندگان را مثال می‌آورد که لانههای خود را تزیین می‌کنند.
ارسطو ویژگی ذاتی هنرها را در تقلید یافت. او معتقد بود که تقلید نه تنها ابزار آن‌هاست، بلکه هدف آن‌ها نیز می‌باشد. او مانند افلاطون باور ندارد که یک مرتبه ای ایده‌آل از واقعیت (شکل‌ها) و یک مرتبه‌ای پایین‌تر از واقعیت (چیزهای مادی) وجود دارد و حقیقت و ارزش‌های دوم (واقعیت مادی) توسط اولی (اشکال) ارائه می‌شود. در نتیجه، ارسطو برای هنر نیز محکومیت اخلاقی ندارد.
فیلیسین شاله هنر را این گونه تعریف می‌کند:
«هنر عبارت از کوششی برای ایجاد یک عالم ایده‌آل، یک عالم صور و عواطف بی‌آلایش، در کنار عالم واقعی است»
او در جای دیگری اضافه می‌کند که هنر عبارت از طبیعت است که از خلال روحیه و از ورای شخصیت هنرمند به آن می‌رسیم. تعریف او از هنر نظریه گرانت آلن را دربارهٔ زیبایی تداعی می‌کند که می‌گفت:
«زیبا چیزی است که موجب حداکثر تحریک حواس و حداقل خستگی اندام گردد.»

در قرن هجدهم دیدرو نوشت:
«هدف هر بازیگر باید این باشد که صفات خوب را دوست‌داشتنی و صفات بد را زشت و مضحک نشان بدهد.»
تولستوی که قبل از انقلاب روسیه چشم از جهان فروبست، معتقد بود:
«هنر هنگامی ارزش دارد که با عواطف نیکو و هنر واقعی، هر نویسنده، نقاش و پیکرتراش بتوانند احساسات مذهبی را در میان مردم تقویت کند.»
نظریهٔ او با اعتراض روبرو شد و گفتند که وظیفهٔ هنرمند با مسئولان اجرایی و مبلغین دین و مذهب نباید مخلوط شوند. سده‌های متمادی استعداد برخی از هنرمندان در خدمت ذوق پست ثروتمندان قرار گرفت و هنر به صورت یک پیشه برای ارتزاق درآمد. مارسل پروست نویسنده معروف فرانسوی در یکی از نامه‌های خود چنین نوشت:
«کسی که پاک نیست و جهان را به نظر بی‌آلایش نگاه نمی‌کند، نمی‌تواند هنرمند واقعی باشد.»
پروست شرط لازم برای هنرمند بودن را، بی‌آلایشی و پاک بودن می‌داند. جامعه‌شناس دیگری با نام امیل دورکیم دربارهٔ هنر می‌گوید:
«هنر انسان را عادت به و طهارت را به زندگی شخصی و اجتماعی داخل می‌کند. آدمی همیشه به حظّ و نشاط احتیاج دارد. هنر، عواطف و احساسات بی‌آلایش گوناگونی در انسان به وجود می‌آورد و او را از کینه‌توزی و خودبینی رها می‌سازد.»
گویو فیلسوف فرانسوی در همین معنا می‌گوید:
«بهترین شاهد و مدرک برازندگی در یک عالم والا می‌دهد، صفا ارزشگذاری بر یک اثر هنری آن است که شما به عنوان مخاطب، خودتان را پاک‌تر و نیرومندتر احساس نمایید.»
صحنه‌ای از فیلم برباد رفته که در سال ۱۹۳۹ به‌دست ویکتور فلمینگ کارگردانی شد آثار هنری، علامت و نفوذ ملتی را که هنرمند در میان آن رشد کرده به جهان نشان می‌دهد.

ژرژ دوهامل عقیده دارد که هنرمند و دوستداران هنر، صاحبان واقعی عالم هستند. حتی شوپنهاور فیلسوف بدبین آلمانی معتقد بود که:
«هنر نه تنها شخص را از دلتنگی‌های مبهم و یأس و حرمان نجات می‌دهد، بلکه می‌تواند منبع لذت‌ها و شادی‌ها و نشاط‌های بی‌پایان گردد.»
ژان ژورس در همین معنا عقیده دارد که:
«هنر عالی‌ترین الهامات را به عمق حیات روزانه و دل‌های افسرده ما می‌رساند».
اگوست کنت معتقد است که:
«هنر به عنوان یک زبان مشترک، عبارت از یک دین و آئین است.»
عالمی نتیجه گرفت که هنر تأثیر خود را از راه تلقین انجام می‌دهد.
برگسون وسائل و اسلوب‌های هنری را همتای اسلوب‌های خواب مصنوعی می‌داند، با این تفاوت که تأثیر آثار هنری خفیف‌تر، لطیف‌تر و معنوی هستند.

مانرو بریسیدی (۱۹۸۲) یک تعریف کارکردی از هنر ارائه می‌دهد:
«اثر هنری ترکیبی از شرایط مورد نظر است که به منظور ارائه تجربه‌های زیبایی‌شناختی ارزشمند قادر به نشان دادن ویژگی‌های زیبایی‌شناختی هنر باشد.»
پازولینی نیز می‌گوید:
«هنر وسیله‌ای است برای به نمایش گذاشتن یک ایدهٔ ذهنیِ خیلی خاص که حداقل ده نفر دیگر از آن اطلاع نداشته باشند.»
کارکردی‌ها، ارزش هنر وابسته، صرفاً توصیفی و مبتنی بر ارزیابی نیست.
از تعاریف ارائه شده می‌توان به تعریف دیگری اشاره کرد که یک تعریف سازمانی محسوب می‌شود. او در درجهٔ اول اثر هنری را به عنوان «اثر تصنعی» و در درجهٔ دوم به عنوان «مجموعه‌ای از جنبه‌های کلیدی که از طرف برخی از نامزدها برای قدردانی از افراد فعال در منظومه هنر اعطا می‌شود» می‌بیند.
در ادبیات ایران در دورهٔ اسلامی این معنا دوباره به ماهیت آن برمی‌گردد، تعریف رویه‌گرایان دگرگون شد و هنر به معنای دلیری، کمال، فضیلت، هوشیاری، فضل، تقوی، دانش و کیاست و… به کار رفت، که دارای بار معنایی عام بود:
- به دشمن نمایم هنر هرچه هست * زمردی و پیروزی و زور دست *
- چون غرض آمد هنر پوشیده شد * صد حجاب از دل به سوی دیده شد *
- با دانش است فخر نه با ثروت و عقار * تنها هنر تفاوت انسان و چهارپاست *

از دیوان «پروین اعتصامی»
چو دخلت نیست خرج آهسته‌تر کن* که می‌گویند ملاحان سرودی
از گلستان «سعدی».

## ریشه‌شناسی

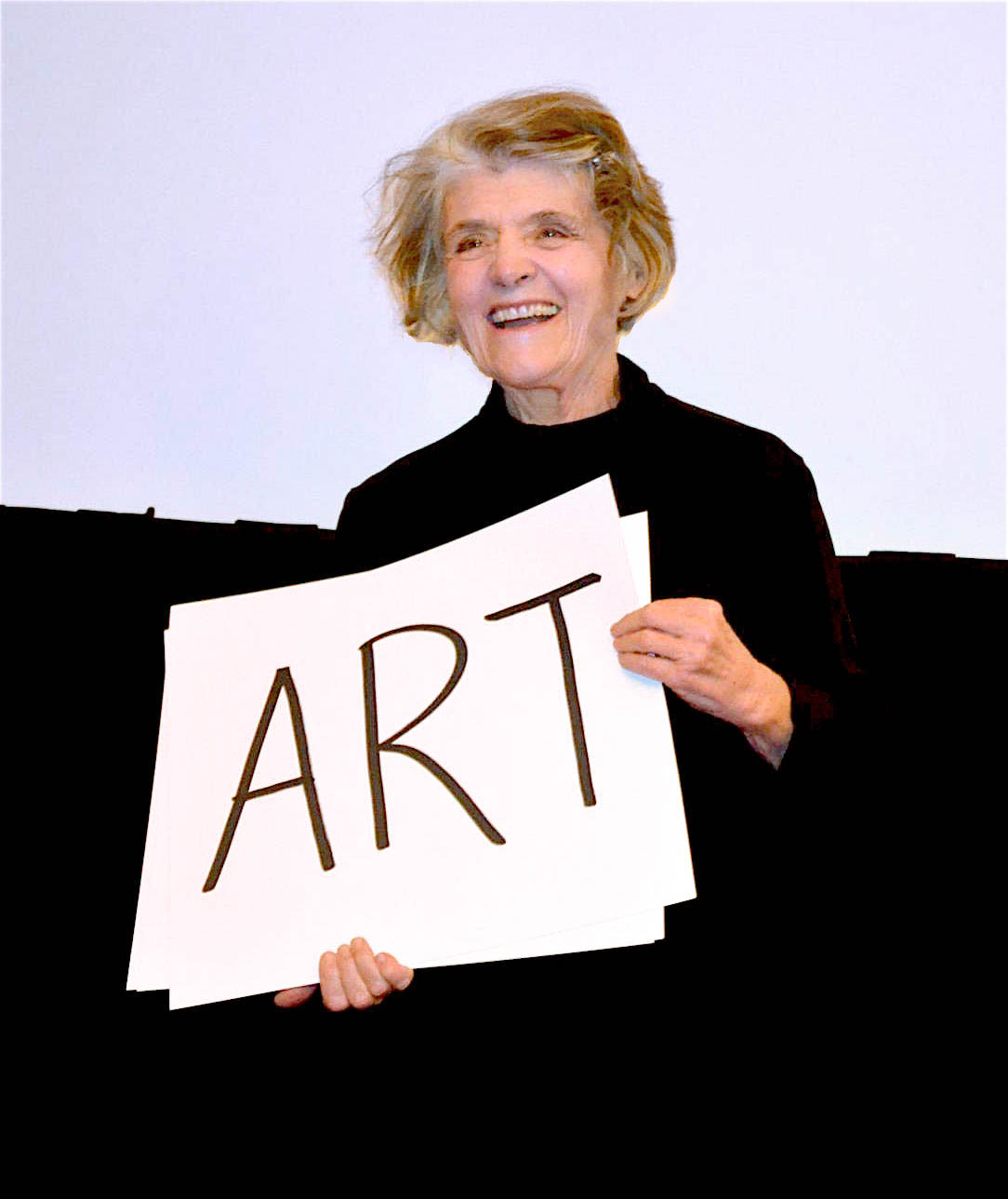
نمایش دادن واژه Art (آرت) به معنای هنر

واژه‌نامه‌های فارسی عمید و معین و دهخدا ریشه کلمهٔ «هنر» را به زبان پهلوی (فارسی میانه) مرتبط دانسته‌اند. در واقع هنر از دو واژه «هو» به معنی خوب و «نر» به معنی مرد است. در گاهان که کهن‌ترین بخش اوستا است و سرایندهٔ آنها را خود زرتشت می‌دانند در بخشی به نام اُشتود واژهٔ هنر به کار رفته و در دیگر بخش‌های اوستا نیز کلمهٔ هنر مکرر استفاده شده است. همچنین با توجه به اینکه واژهٔ هنر وام‌واژه در بسیاری زبان‌ها همچون اردو و ترکی استانبولی و… است برای نمونه در لغت‌نامهٔ رسمی انجمن زبان ترک به ریشهٔ فارسی واژهٔ هنر اشاره شده است.
در زبان یونانی هنر، تِکنِس (به یونانی: Τέχνες) گفته می‌شود که این اسم به‌طور اشتباه وام‌واژه تِکنالجی (به انگلیسی: technology) به معنای «فناوری» در زبان انگلیسی شده است.

## هنرهای تجسمی

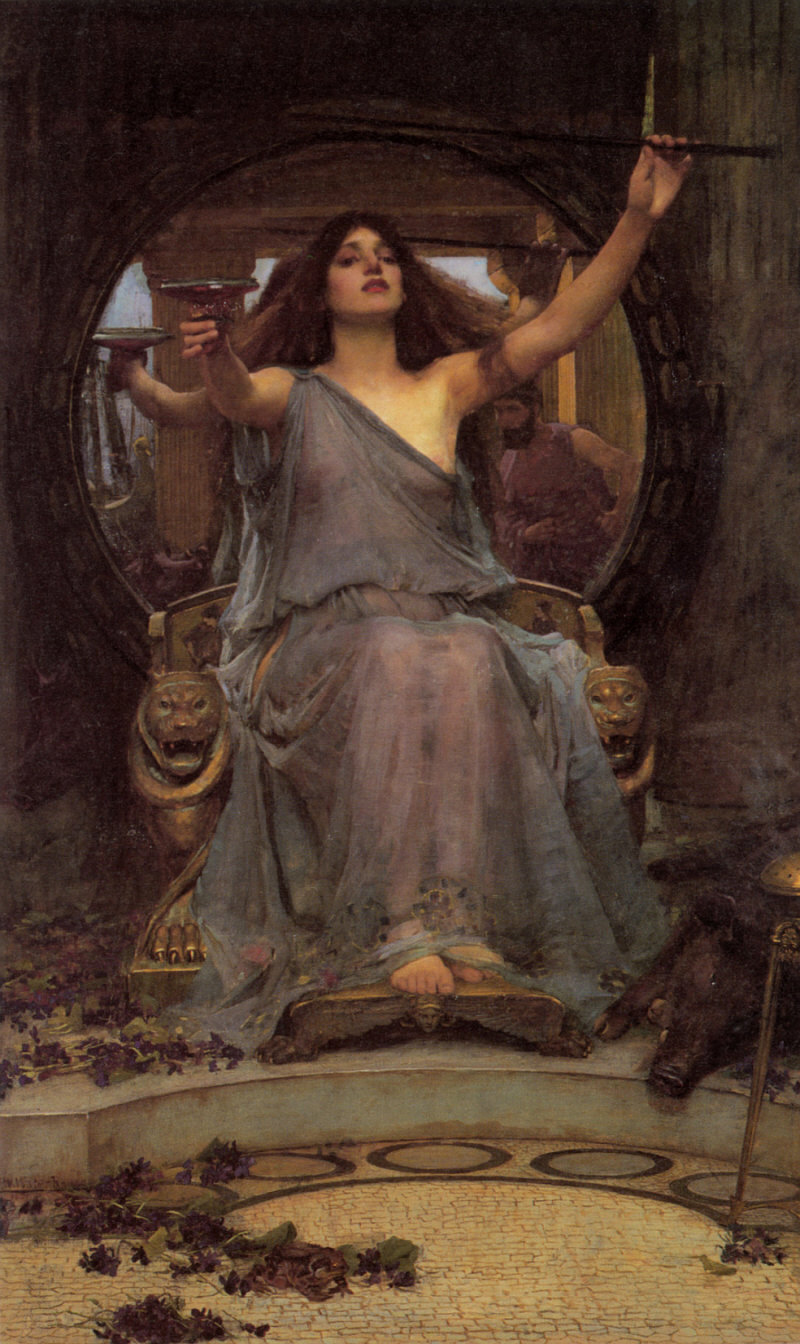
هنر زیبایی بدن، کیرکه جام را به ادیسه پیشکش می‌کند. اثر جان ویلیام واترهاوس

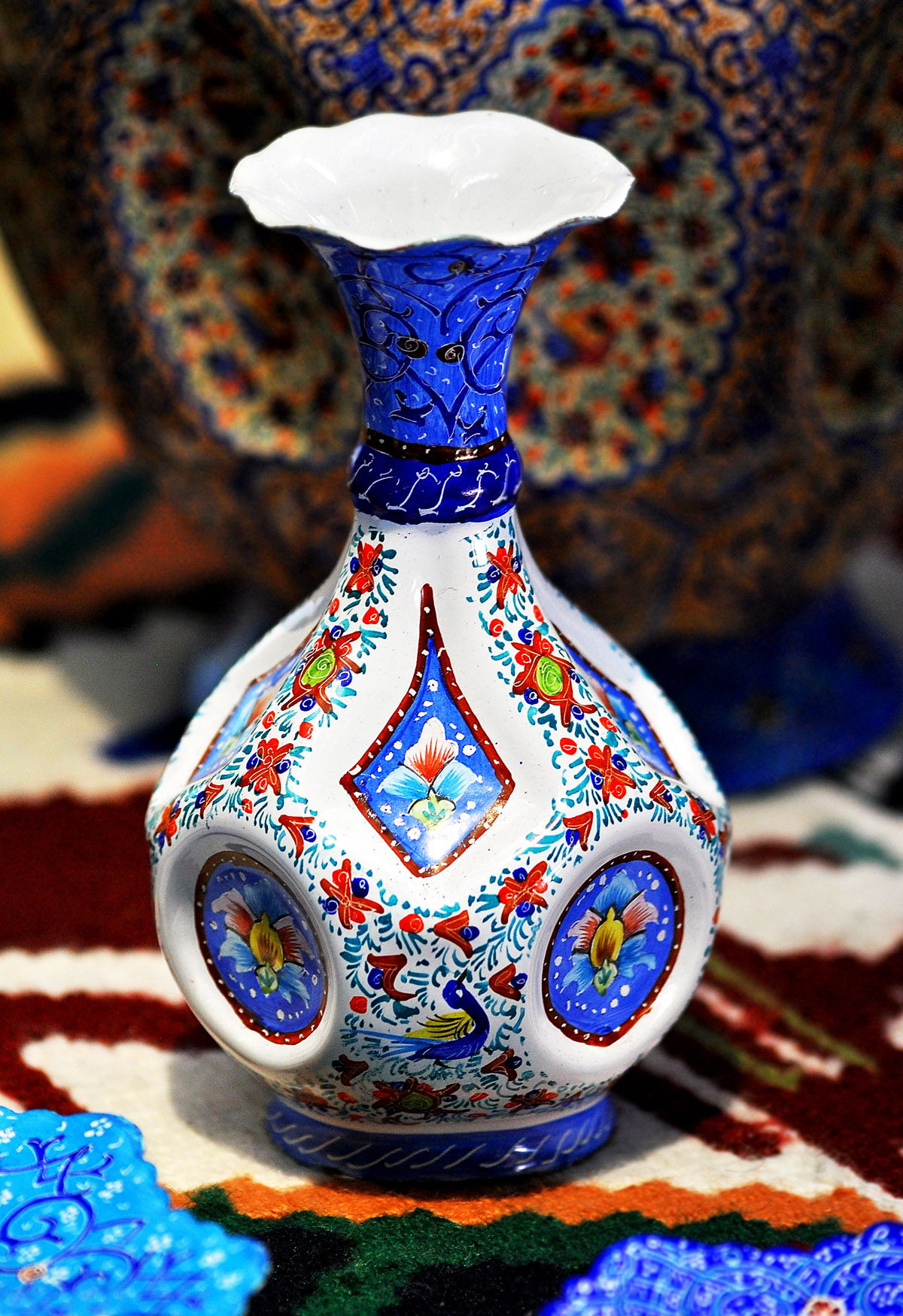
مینا کاری

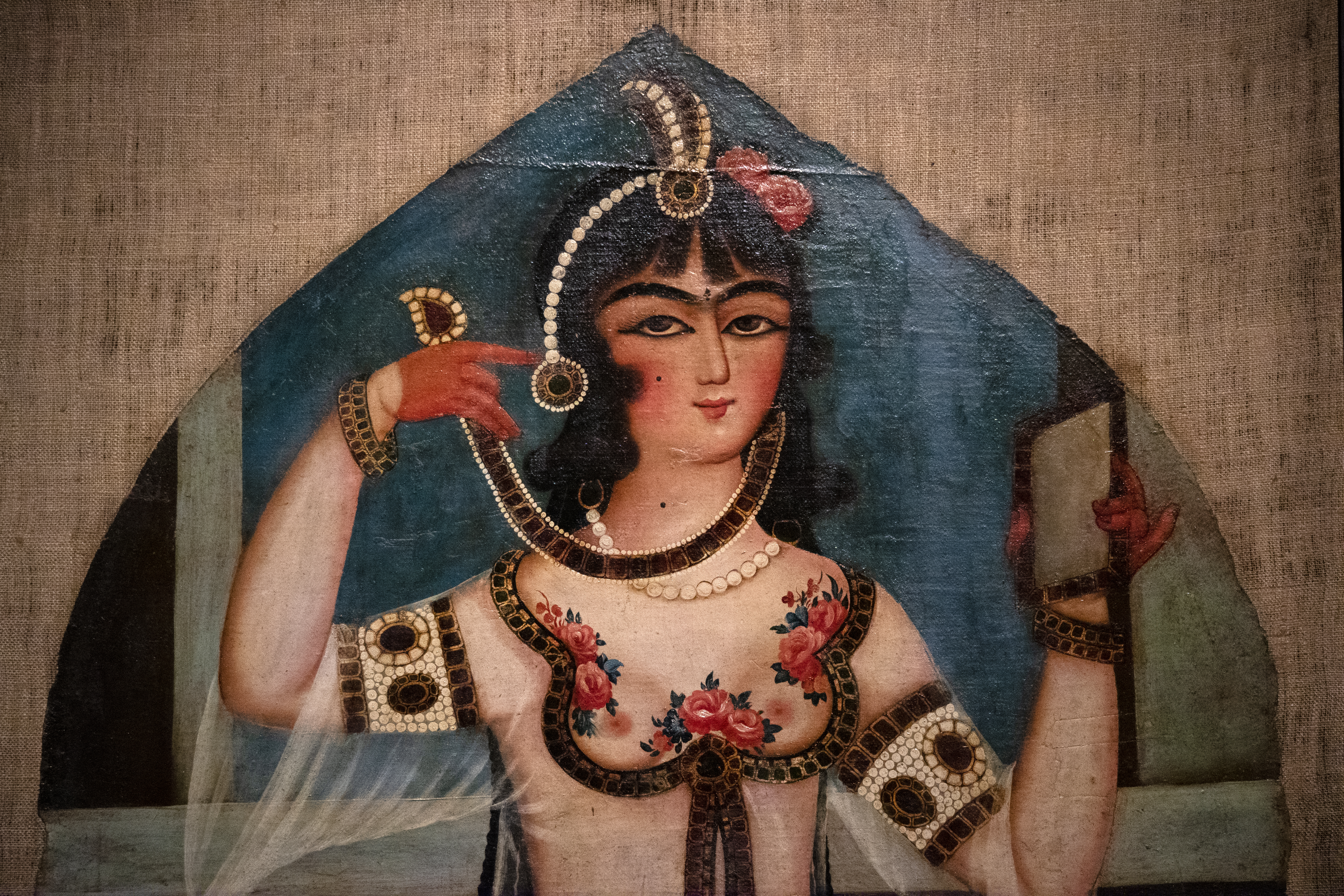
نقاشی تاریخی یک زن ایرانی در موزه تاریخ شهر تفلیس، بر جای مانده از دوره قاجار

مبانی هنرهای تجسمی دارای عناصری هستند که شامل:
نقطه، خط، سطح، (فضا و زمان)، ترکیب (ترکیب‌بندی)، تناسب، تعادل (توازن) و تباین (تضاد یا کنتراست) است.

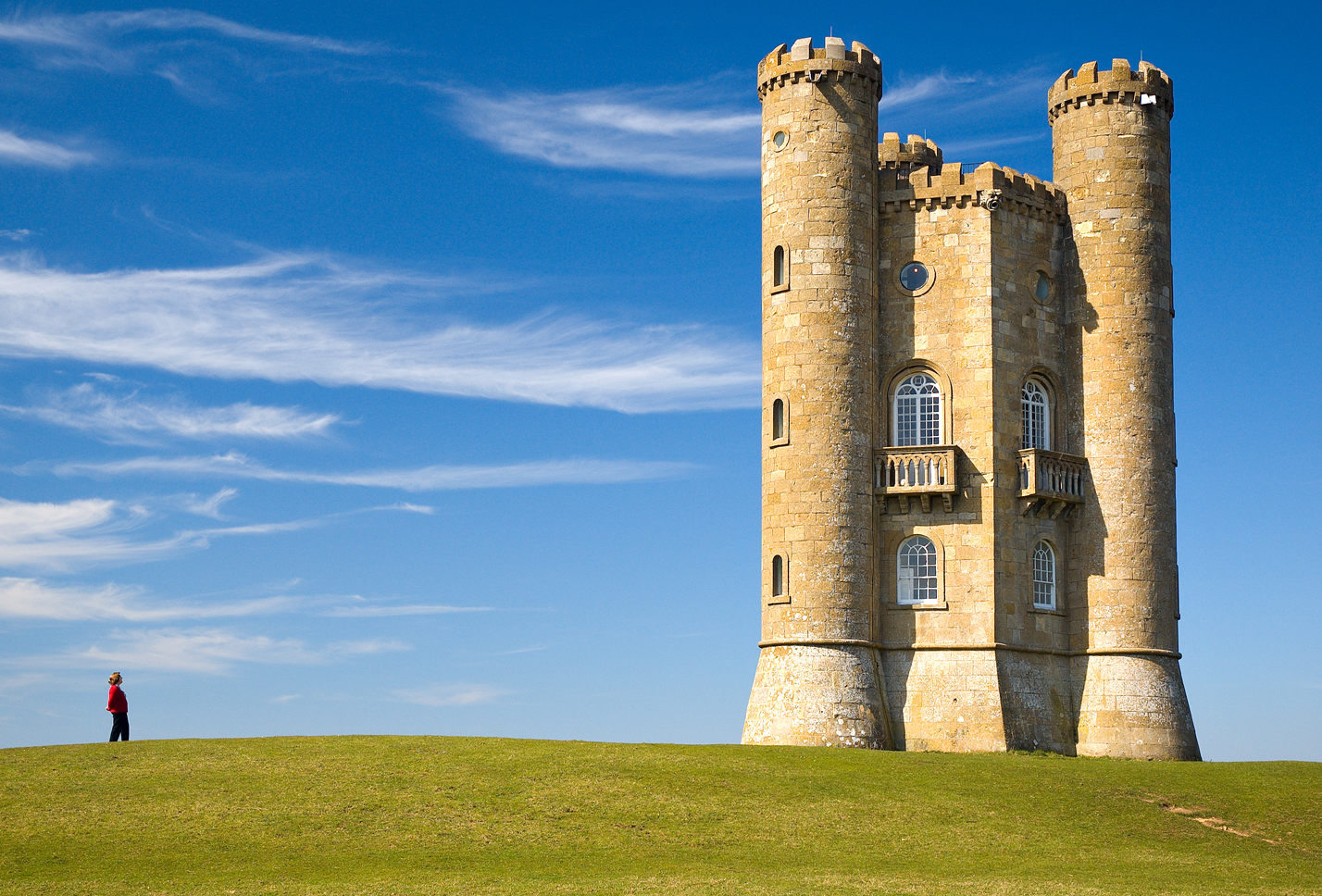
برج برادوی در ووسترشایر، انگلستان، نمونه‌ای کلاسیک از سازه تزئینی.

تقسیم‌بندی‌های هنر متنوع است؛ یکی از آن‌ها در حالت کلی آثار هنری را به دو دستهٔ هنرهای زیبا و هنرهای کاربردی تقسیم می‌کند:
- هنرهای کاربردی: منظور (هنرهای حجم، فرم (شکل)، رنگ، نور، بافت، ریتم و حرکت مفید) هنرهایی است که نخست، کارکرد و سودمندی آن‌ها اهمیت دارد و هدف از خلقشان کاربردشان بوده است. مانند: طراحی خودرو، معماری، طراحی صنعتی.
- هنرهای زیبا: منظور از هنرهای زیبا هنرهایی است که تنها به دلیل زیبا بودنشان خلق شده‌اند. به عبارتی «نه به خاطر چیزی دیگر، بلکه به خاطر خودشان به وجود آمده‌اند». مانند: نقاشی، مجسمه‌سازی، موسیقی، رقص.[۲۱]

واژه هنر امروزه در زبان فارسی در معنایی متفاوت از گذشته به کار می‌رود و بیشتر منظور از آن اشاره به نتیجه خلق انسان‌ها در زمینه هنرهای زیبا است. معنای این واژه امروز معادلی برای واژه هنرهای زیبا در زبان انگلیسی است.
به‌طور سنتی مجموعه هنرهای زیبا به ۷ دسته تقسیم می‌شوند:
1. موسیقی
2. هنرهای دستی: مجسمه‌سازی، شیشه‌گری و …
3. هنرهای ترسیمی: نقاشی، خطاطی، عکاسی و …
4. ادبیات: شعر، داستان، نمایشنامه، فیلمنامه و نثر
5. معماری
6. رقص و حرکات نمایشی و…
7. هنرهای نمایشی: سینما، تئاتر و …

نمونهٔ دیگر تقسیم‌بندی هفت هنر به ترتیب زمان ایجاد یا توسعه عبارتند از:
1. نقاشی
2. هنرهای تجسمی «نقاشی، طراحی، تندیس‌گری، عکاسی و چاپ»
3. معماری
4. ادبیات
5. موسیقی
6. تئاتر
7. سینما
8. انیمیشن

وجوه مشترک آثار هنری عبارت‌اند از:
- تخیل به عنوان مهم‌ترین عامل در شکل‌گیری اثر هنری است.
- همه آثار هنری از عاطفه و احساس هنرمند سرچشمه می‌گیرند نه از تفکر منطقی و عقلانی او.
- چند معنایی بودن و منشور مانندی، وجه اشتراک سوم تمام آثار هنری است.

این جنبه از ویژگی‌های آثار هنری، در واقع از دو ویژگی پیشین که نام بردیم، نتیجه می‌شود. بدین معنی که هر پدیده‌ای که عنصر اصلی سازنده آن تخیل و عاطفه باشد، بی‌شک نمی‌تواند معنایی منجمد از احساسات باشند. اثری که هنر بر روح انسان می‌گذارد، تغییری عمیق و ماندگار و طولانی است. در نتیجه هرگاه خواهان اثرگذاری ماندگار باشیم، می‌توانیم از هر یک از رشته‌های هنری به فراخور نیازمان بهره ببریم. همان‌طور که در روان‌شناسی این بحث به اثبات رسیده است، جهان از مجموعه‌ای از افراد تشکیل شده است، پس اگر بخواهیم در سریع‌ترین حالت بر تعداد زیادی از افراد تأثیرگذار باشیم، می‌توانیم از اسباب هنر استفاده کنیم. هنر موسیقی و هنرهای نمایشی چون از طریق حس شنوایی و حس بینایی به سرعت درک می‌شوند، می‌توانند توأم با یکدیگر به سرعت و در ابعادی جهانی تأثیری ژرف، عمیق، ماندگار و طولانی در جوامع به وجود آورند.

## هنرهای صناعی

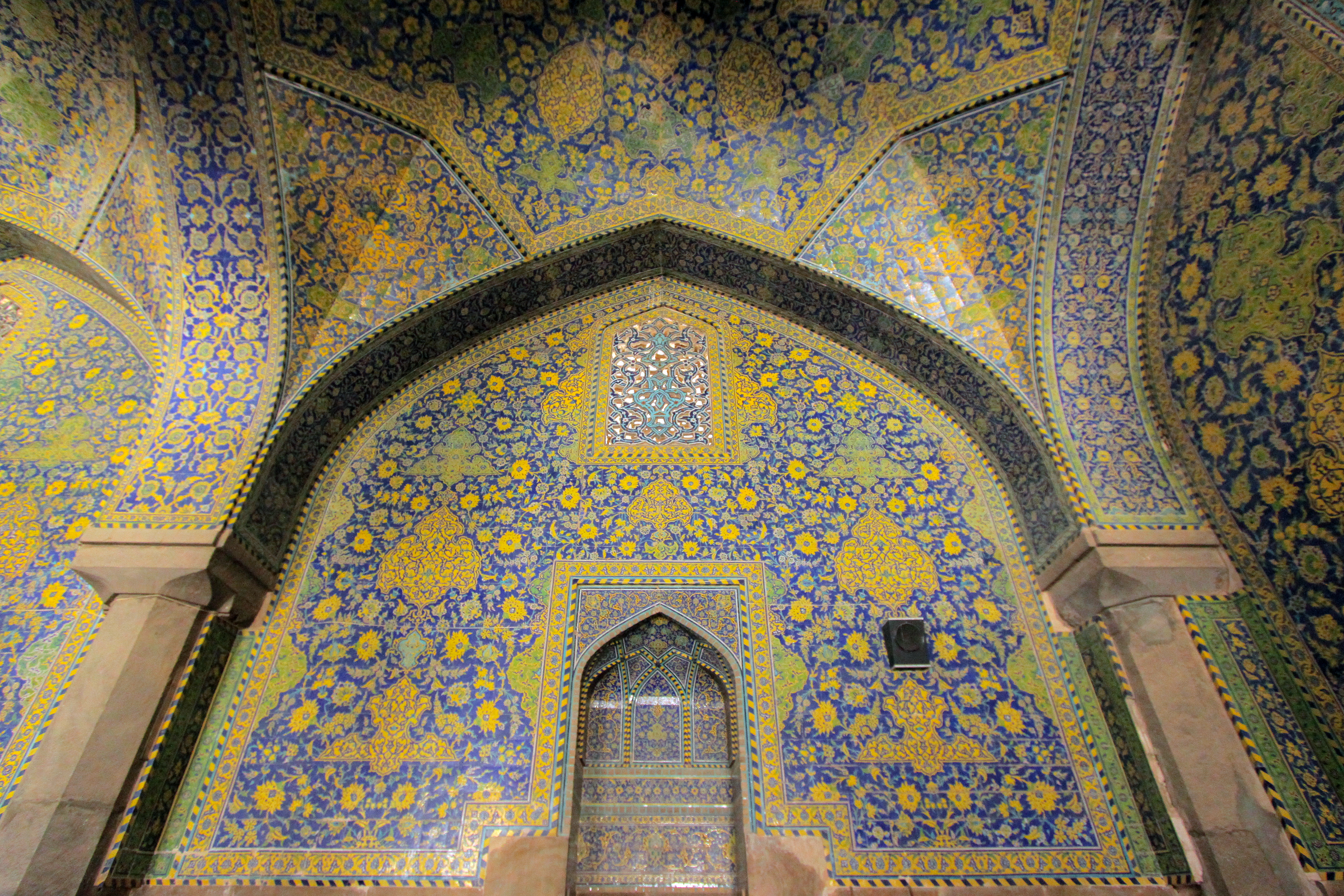
کاشیکاری‌های مسجد شاه در شهر اصفهان، معماری ایرانی در دوره صفوی

هنرهای صناعی یا سنتی، هنرها و صنایعی هستند که تک‌بعدی باشند. از این رو هر کس که در برابر آثار هنری می‌ایستد؛ دریافت و استنباط خاصی دارد. آثار هنری به سادگی می‌توانند بیان‌کننده زیبایی حقیقی باشند یا ظریفه‌ای هستند که در طول سده‌های متمادی با حفظ ریشه‌های خود رشد کرده ،مراحل شکل‌گیری خود را گذرانده یا می‌گذرانند و نشان‌دهندهٔ فرهنگ یک ملت می‌باشند.
هنرهای سنتی ایران را می‌توان به گروه‌های زیر تقسیم کرد:
1. شعر و ادبیات
2. موسیقی
3. معماری و هنرهای وابسته
4. نمایش‌های سنتی و آیینی
5. صنایع مستظرفه

### صنایع ظریف
صنایع ظریف، مقیاسی برای سنجیدن درجهٔ تکامل معنوی و روحی یک ملت است. در این جهان میان هزاران محسوسات که ما در زیر نفوذ حواس پنجگانهٔ خود از وجود و چگونگی آن‌ها باخبر می‌شویم، بعضی چیزها هست که ما بی‌اختیار آن‌ها را بیشتر دوست می‌داریم. روح ما و قلب ما مجذوب آن‌ها می‌شود بدون آنکه از آن‌ها یک فایدهٔ عملی و آنی برای ما حاصل گردد؛ مثلاً وقتی که در جلوی یک پردهٔ نقاشی که ثمرهٔ قوای دماغی و روحی یک صنعت‌کار را نشان می‌دهد می‌ایستیم، ساعتها مشغول تماشای آن و غرق حیرت و تعجب می‌شویم.
که بجز موارد بالا همه آثار هنری را شامل می‌شود. هنر مقدس همواره دو غایت بنیادی داشته است. اول زیبایی صورت عبادات و دوم نگهبانی و حفاظت از آن. دومین ممیزه هنر مقدس بدان حقیقت رجوع می‌کند که اسلام صرف زیبایی را مطلوب تلقی نکرده، بلکه زیبایی را با کمال مورد تأمل قرار می‌دهد. آنچه منشأ نقوش پراکنده و مایه پراکندگی خاطر است در قلمرو هنر اسلامی نفی می‌شود، از اینجا هرگونه آرایش زرین یا جامه‌های فاخر در عبادات طرد می‌گردند.
به تعبیر بورکهارت آداب دینی هنر الهی است. از آنجا که گونه‌ای جلوه‌گری و سمبولیسم در سطحی از شکلها و حالت‌های آدمی برای جست‌وجوی راهی به ماورای همه مظاهر و اعیان وجود است. در مسیحیت این آداب نیایشی است -مانند عشای ربانی و آداب خاص مسیحی- متضمن هنر مقدس یعنی معماری و شمایل‌نگاری مسیحی که از برجسته‌ترین مظاهر هنر مسیحی می‌باشند. با توجه به معنای ذاتی عبادات اسلامی و هنری که به زیبا کردن آن متوجه است، در عالم اسلامی به گونه‌ای دیگر فیضان و انعکاس هنری آداب دینی را می‌بینیم، یعنی جدا از مفهوم شمایل‌نگاری در عبادات مسیحی که درضمن نوعی هنر تلقی می‌شود. معمولاً از عبارت هنرهای صناعی برای بیان آن بخش از صنایع دستی که بیش از فن به هنر وابسته‌اند استفاده می‌شود.